# Hold Up (песня Бейонсе)
«Hold Up» — песня, записанная американской певицей Бейонсе, и выпущенная с её 6-го альбома Lemonade 12 мая 2016 года лейблами Parkwood и Columbia в качестве третьего сингла. Песня была написана Diplo, Ezra Koenig, Бейонсе, Эмиль Хейни, Joshua Tillman, MNEK и Sean «Melo-X» Rhoden.
Номинация на премию Грэмми-2017 в категории Лучшее сольное поп-исполнение.
Журнал Slant Magazine назвал «Hold Up» 4-й лучшей по итогам 2016 года в своём списке «25 Best Singles of 2016», а издание Pitchfork поместило её на позицию № 8 в своём списке «100 Best Songs of 2016». Журнал Billboard включил «Hold Up» в список 100 лучших поп-песен 2016 года на позиции № 23 («100 Best Pop Songs of 2016»).

## Коммерческий успех
Песня заняла позицию № 13 на Billboard Hot 100. «Hold Up» также достиг позиции № 6 в чарте Hot R&B/Hip-Hop Songs, став для Бейонсе там её 26-м хитом.

## Музыкальное видео
23 апреля 2016 было выпущено видео на сингл (первоначально как часть часового фильма всего альбома). Официальный релиз отдельного клипа певицы состоялся позднее. Режиссёром выступил шведский клипмейкер Юнас Окерлунд.
Клип получил 2 номинации на Церемонии MTV Video Music Awards 2016 в категориях Лучшее женское видео и Лучшая работа художника-постановщика, победив в первой. Неделю спустя Бейонсе выпустила видео на своём аккаунте на YouTube на канале Vevo.

## Чарты
| Чарт (2016)                           | Наивысшая позиция |
| ------------------------------------- | ----------------- |
| Австралия (ARIA)                      | 25                |
| Australia Urban Singles (ARIA)        | 2                 |
| Бельгия (Ultratip Flanders)           | 11                |
| Канада (Billboard Canadian Hot 100)   | 37                |
| Denmark Digital Songs (Billboard)     | 3                 |
| Euro Digital Songs (Billboard)        | 4                 |
| Финляндия (Latauslista Download)      | 14                |
| France (SNEP)                         | 14                |
| Greece Digital Songs (Billboard)      | 3                 |
| Венгрия (Single Top 40)               | 13                |
| Ирландия (IRMA)                       | 52                |
| Netherlands Digital Songs (Billboard) | 1                 |
| New Zealand Heatseeker Singles (RMNZ) | 1                 |
| New Zealand Digital Songs (Billboard) | 1                 |
| Norway Digital Songs (Billboard)      | 3                 |
| Шотландия (OCC Scotland)              | 6                 |
| Sweden (Sverigetopplistan)            | 77                |
| Великобритания (OCC UK Singles)       | 11                |
| Великобритания (OCC UK Hip Hop/R&B)   | 3                 |
| US Billboard Hot 100                  | 13                |
| США (Billboard Hot R&B/Hip-Hop Songs) | 6                 |

## Продажи сингла
| Регион | Сертификация | Продажи |
| --- | ------------ | ------- |
| Австралия (ARIA) | Золотой      | 35 000  |
| Великобритания (BPI) | Платиновый   | 600 000 |
| США (RIAA) | Золотой      | 500,000 |
| * Данные о продажах приведены только на основе сертификации. ^ Данные о тиражах приведены только на основе сертификации. |              |         |

## История релизов
| Страна         | Дата            | Формат                 | Лейбл             | Ссылки |
| -------------- | --------------- | ---------------------- | ----------------- | ------ |
| Германия       | 12 мая 2016     | Contemporary hit radio | Sony              | [ 34 ] |
| Великобритания | 12 мая 2016     | Contemporary hit radio | Columbia          | [ 35 ] |
| Италия         | 27 мая 2016     | Contemporary hit radio | Sony              | [ 36 ] |
| США            | 16 августа 2016 | Rhythmic contemporary  | Parkwood Columbia | [ 37 ] |
| США            | 16 августа 2016 | Urban contemporary     | Parkwood Columbia | [ 38 ] |